# Вікері (Огайо)
Вікері (англ. Vickery) — переписна місцевість (CDP) в США, в окрузі Сендаскі штату Огайо. Населення — 101 особа (2020).

## Географія
Вікері розташоване за координатами 41°22′37″ пн. ш. 82°56′29″ зх. д. / 41.37694° пн. ш. 82.94139° зх. д. (41.376929, -82.941510).  За даними Бюро перепису населення США в 2010 році переписна місцевість мала площу 1,09 км², уся площа — суходіл.

## Демографія
Згідно з переписом 2010 року, у переписній місцевості мешкала 121 особа в 43 домогосподарствах у складі 28 родин. Густота населення становила 111 особа/км².  Було 50 помешкань (46/км²).
Расовий склад населення:
| - 99,2 % — білих |

До двох чи більше рас належало 0,8 %. Частка іспаномовних становила 0,8 % від усіх жителів.
За віковим діапазоном населення розподілялося таким чином: 20,7 % — особи молодші 18 років, 68,6 % — особи у віці 18—64 років, 10,7 % — особи у віці 65 років та старші. Медіана віку мешканця становила 40,3 року. На 100 осіб жіночої статі у переписній місцевості припадало 101,7 чоловіків;  на 100 жінок у віці від 18 років та старших — 95,9 чоловіків також старших 18 років.
Середній дохід на одне домашнє господарство  становив 76 000 доларів США (медіана — 57 083), а середній дохід на одну сім'ю — 90 321 долар (медіана — 88 333). 
Цивільне працевлаштоване населення становило 37 осіб. Основні галузі зайнятості: мистецтво, розваги та відпочинок — 40,5 %, виробництво — 35,1 %.